# Art Jackson
Arthur Charles Jackson, detto Art (Brooklyn, 15 maggio 1918 – Concord, 6 gennaio 2015), è stato un tiratore a segno statunitense.

## Palmarès

### Olimpiadi
- 1 medaglia:
  - 1 bronzo (Helsinki 1952 nella carabina 50 metri a terra)